# Кнардаль, Ева
Ева Кнардаль Фревальд (норв. Eva Knardahl Freiwald; 10 мая 1927, Осло — 3 сентября 2006, там же) — норвежская пианистка, прославившаяся в равной степени как одарённый ребёнок, и как взрослая исполнительница.
Её дебют с Филармоническим оркестром Осло состоялся, когда ей было 12 лет. На концерте она исполняла три произведения: Иоганна Себастьяна Баха, Йозефа Гайдна и Карла Марии Вебера. Это выступление получило восторженную оценку критиков.
Ева училась у в Институте музыки Баррат Дью у Мари Баррат Дью (англ. Mary Barrat Due), которая в своё время получила музыкальное образование в Италии. Идар Каревольд, профессор музыки из Осло, охарактеризовал итальянскую манеру исполнения Евы Кнардаль «уникальной для Норвегии».
Когда Еве исполнилось 19 лет она эмигрировала в США, где сделала превосходную карьеру в Оркестре Миннесоты. Первые годы были не простыми для неё в новой стране и в новом коллективе: она работала под началом американо-венгерского дирижёра Антала Дорати, который по заверению Кнардаль обладал «ужасным характером». После Дорати в оркестр пришёл Станислав Скровачевский и атмосфера разрядилась. Сотрудничество с Оркестром Миннесоты продолжалось в течение 15 лет, пока Ева не вернулась в Норвегию в 1967 году. Она стала весьма популярной фигурой на норвежском музыкальном Олимпе, и была провозглашена первым профессором камерной музыки Норвежской Академии Музыки (англ. Norwegian Academy of Music). Долгое время она являлась солисткой Норвежского Симфонического Оркестра. В 1968 году она получила премию Норвежских музыкальных критиков, а также дважды получала национальную норвежскую премию в области музыки Spellemannprisen.
В 1982 году Ева Кнардаль получила Премию города Осло (англ. Oslo City's Artist Award), которая начиная с 1978 года ежегодно вручается лучшим пяти музыкантам и артистам Норвегии.
Большую известность Еве Кнардаль принесло исполнение фортепианных произведений Эдварда Грига. В период с 1978 года по 1980 год она записала полное собрание произведений композитора для фортепиано. В 2006 году звукозаписывающая компания BIS Records выпустила запись этих произведений на двенадцати компакт-дисках. Также большим успехом пользовалась запись концертов Брамса, которую Ева Кнардаль осуществила с норвежской звукозаписывающей компанией SIMAX.